# Università del Colorado
L'Università del Colorado è un sistema universitario statunitense che include le sedi di Università del Colorado - Boulder, Università del Colorado - Colorado Springs,  Università del Colorado - Denver, e l'Anschutz Medical Campus.